# J. Bernardt
J. Bernardt is een nevenproject van de Belgische muzikant Jinte Deprez dat in 2016 ontstond toen zijn band Balthazar een pauze inlaste.
Op het debuutalbum Running Days uit 2017 wordt Deprez bijgestaan door onder andere Adriaan Van De Velde (synths) en drummer Klaas De Somer (Pomrad, Tourist LeMC). Het album bestaat uit verschillende stijlen, waaronder r&b, soul, hiphop en elektronica.
J. Bernardt speelde onder meer op Rock Werchter, Folk Dranouter en Lowlands.

## Trivia
Tijdens het hiatus van Balthazar hadden ook twee andere bandleden een succesvol nevenproject: Warhaus (Maarten Devoldere) en Zimmerman (Simon Casier).

## Discografie
| Album met hitnotering(en) in de Vlaamse Ultratop 200 albums | Datum van verschijnen | Datum van binnenkomst | Hoogste positie | Aantal weken | Opmerkingen |
| ----------------------------------------------------------- | --------------------- | --------------------- | --------------- | ------------ | ----------- |
| Running days                                                | 16-06-2017            | 24-06-2017            | 7               | 55           |             |
| Contigo                                                     | 17-05-2024            | 25-05-2024            | 8               | 7            |             |